# 鈴木博識
鈴木 博識（すずき ひろし、1950年6月26日 - ）は、栃木県小山市出身の元アマチュア野球選手（投手）、野球指導者。旧名は鈴木 博。

## 来歴・人物
小山高等学校では、エースとして3年生の時に1968年の夏の甲子園に出場。2回戦（初戦）で吉村健二、大北敏博のいた高松商に9回サヨナラ負けを喫する。同年のドラフト会議で阪急ブレーブスから14位指名されたが、入団を拒否。
日本大学に入学。野球部が属す東都大学野球リーグでは、1年下の小山良春（三協精機）らとともに、同期の中沢邦男捕手とバッテリーを組み、3年時の1971年秋季リーグで優勝。同年の明治神宮野球大会でも、決勝でエース山本和行を擁する亜大を降し初優勝を飾った。他の大学同期に一塁手の金子憲治（日本楽器）、1年上に畑野実（阪急ブレーブス）がいる。
1973年に大学卒業後、社会人野球の三菱自動車川崎に入社。当時の神奈川県勢は日本石油、東芝、日本鋼管など強豪が揃い、都市対抗などの大舞台は踏めなかった。
高校野球の指導者となるため1981年から1985年までに青森商業高等学校の監督を務め、日大でのコーチを経て1987年から1995年までに日本大学藤沢高等学校の監督として河野亮を指導したほか、1995年に尾形佳紀らを擁して神奈川大会を制し、夏の甲子園への出場を果たした。
1996年から2009年までに母校の日本大学の監督を務め、就任当時二部リーグのチームを吉野誠の奮投で一部復帰を果たすと村田修一、館山昌平らも活躍した。その後は那須野巧、長野久義の投打の柱で第53回大学選手権で準優勝、2001年の第30回日米大学野球選手権の日本代表のコーチも務めた。
2016年から鹿島学園高等学校の監督を務めている。